# Ophiopyren
Ophiopyren is een geslacht van slangsterren uit de familie Ophiuridae. De wetenschappelijke naam van het geslacht werd in 1878 voorgesteld door Theodore Lyman. Hij plaatste de soorten Ophiopyren brevispinus en Ophiopyren longispinus in het geslacht, zonder een typesoort aan te wijzen. Toen Ophiopyren brevispinus naar het geslacht Ophiopallas Koehler, 1904 werd verplaatst, werd Ophiopyren longispinus automatisch de typesoort.

## Soorten
- Ophiopyren longispinus Lyman, 1878